# Pala di Pralboino
La Pala di Pralboino è un dipinto a olio su tela (356x225 cm) del Moretto, databile al 1540-1545 e conservato nella chiesa di Sant'Andrea di Pralboino, in provincia di Brescia.
Il dipinto è stato giudicato in modo negativo dalla maggior parte della critica limitatamente alla metà inferiore, soffocata e già impoverita dall'imbarocchimento dell'arte del pittore. Per contro, la metà superiore ospita quella che è stata vista come una delle migliori Madonne del Moretto, unita ai due santi che la affiancano con alti valori formali e compositivi.

## Storia
La tela si trovava originariamente nella chiesa di Santa Maria degli Angeli sempre a Pralboino, officiata dai Minori francescani, e dovette essere eseguita su commissione dei Gambara antica e potente famiglia locale. Francesco Paglia è il primo a menzionarla alla fine del Seicento, che la descrive dopo aver commentato la Madonna col Bambino con i santi Rocco e Sebastiano nella chiesa di San Rocco, oggi anch'essa nella parrocchiale.
Dalla collocazione originale viene probabilmente rimossa dopo la prima soppressione dell'ordine, avvenuta il 30 settembre 1797, per essere trasferita nella chiesa parrocchiale di Sant'Andrea, mentre il resto dei beni del monastero veniva messo all'asta. In un'incisione raffigurante il dipinto, datata 1858, la pala viene già riferita alla chiesa parrocchiale. La prima fonte letteraria che la indica qui, comunque, è la guida di Stefano Fenaroli del 1875.

## Descrizione
La pala, divisa in due metà, raffigura in alto, tra le nubi, la Madonna con in grembo il Bambino Gesù tra san Giuseppe e san Francesco d'Assisi, mentre in basso, in conversazione o in contemplazione, si trovano, da sinistra a destra, san Girolamo, san Ludovico da Tolosa, sant'Antonio da Padova, santa Chiara e il donatore della tela, il cardinale Uberto Gambara. Ogni santo è caratterizzato dai propri attributi iconografici tradizionali.

## Stile
Il primo giudizio ragionato sulla tela si trova nella monografia di Pietro Da Ponte del 1898, per la quale lo studioso dimostra uno scarso interesse critico, oltretutto limitato alla sola metà superiore, anche perché meglio conservata. Per il resto, aggiunge che "le velature del quadro hanno sofferto perdendo di trasparenza in modo che il dipinto in complesso presenta qualche cosa di arido e di muto".
Quasi nullo è l'interesse per l'opera nella critica successiva, fino al commento del 1943 di György Gombosi che vi dedica una breve scheda, avanzando l'ipotesi che il ritratto del Gambara sia stato dipinto successivamente da Giovanni Battista Moroni, anche se solo per una questione cronologica: il dipinto è databile agli stessi anni della presenza del Moroni a Brescia, che a loro volta coincidono con il periodo del cardinalato di Uberto Gambara. Mina Gregori, nel 1979, osserva però che il ritratto del Gambara, pur apparendo come un inserto che rivela "delle differenze dal Moretto nel cromatismo e nell'attenzione ai valori di superficie", potrebbe anche non derivare da un intervento del Moroni, in quanto fatto non dimostrabile, nemmeno dal punto di vista stilistico.
Il dipinto viene esposto alla mostra sulla pittura bresciana del 1946 e, nella scheda ad esso riservata, Camillo Boselli ne esegue una lettura minuziosa, concludendo che l'opera appare affannosa nella parte inferiore, dove le figure di Ludovico da Tolosa e di Uberto Gambara "offendono l'armonia dell'assieme, impedendo all'aria di circolare liberamente". Per contro, "la corrucciata figura di Girolamo, [...] sant'Antonio che piega il viso verso il cardinale con un certo senso di compatimento per tanta boria mondana, quella dolce e raccolta santa Chiara, preannunciano la visione superiore che i nostri occhi, seguendo il pastorale del vescovo, scoprono al di sopra del banco di nubi che funge da piedistallo. La Madonna [...] è da ritenersi una fra le più belle del Moretto, ed è l'unica, fra le opere giunte sino a noi, a figura eretta inserita in una sacra conversazione, forse una concessione ad un gusto lombardo, [...] forse più semplicemente reminiscenza dell'opera padovana". L'armonia dei colori scelti per il panneggio, unita alla dolcezza del viso, rendono questa Madonna "fra le più simpatiche e più belle create dal nostro pittore".
Sempre a giudizio del Boselli, comunque, i valori migliori si mantengono nella metà superiore: il Bambino Gesù, "tutto vispo, cerca di sgusciare dalle braccia e dalle mani che con tanto amore lo trattengono, rivolgendosi a san Francesco che [...] pare annullarsi nell'atto di riverenza; Giuseppe invece, che tradisce ancora una certa aderenza a schemi giovanili e savoldeschi, figge gli occhi sommessamente in quelli della Vergine, quasi in attesa d'un cenno". Meno riuscita è la parte inferiore, in cui si vedono "già chiaramente espresse quelle ricerche di forza, di energia magari "sgangherata" che tanta colpa avranno nell'imbarocchimento e decadimento del pittore".
A causa del fatto che la pala fu eseguita per una chiesa officiata dai francescani, è possibile identificare il secondo santo da sinistra, un giovane genuflesso in abiti vescovili, con Ludovico da Tolosa, vescovo morto a soli 23 anni dopo aver vestito l'abito francescano.